# Heinrich Kersken

Heinrich Kersken

Heinrich Kersken (* 21. November 1894 in Orsoy, Kreis Moers; † 21. Oktober 1960 in Hilden, Kreis Düsseldorf-Mettmann) war ein deutscher Politiker (NSDAP) und SA-Führer.

## Leben und Wirken
In seiner Jugend besuchte Kersken die Volksschule und die Rektoratsschule in Orsoy sowie das Gymnasium Adolfinum in Moers. Von 1914 bis 1918 nahm er als Freiwilliger am Ersten Weltkrieg teil, in dem er an der West- und Ostfront kämpfte. Nach dem Sturz der Bayerischen Räterepublik gründete Kersken die akademische Ortsgruppe des Deutschvölkischen Schutz- und Trutzbundes an der Universität München.
Von 1919 bis 1924 studierte Kersken Nationalökonomie an den Universitäten Göttingen und München. Bereits 1920 trat er in die NSDAP ein und engagierte sich im NS-Studentenbund. In den Jahren 1920 bis 1924 war er Mitarbeiter des Völkischen Beobachters sowie verschiedener studentischer Zeitungen. 1923 nahm er am gescheiterten Hitlerputsch in München teil. In den Jahren 1924 bis 1929 verdiente Kersken seinen Lebensunterhalt als Kaufmann. Zum 1. Februar 1930 trat er der neu gegründeten NSDAP erneut bei (Mitgliedsnummer 201.369).
Er war am Aufbau der Gruppe Niederrhein der SA maßgeblich beteiligt und erreichte in dieser paramilitärischen NS-Organisation im Oktober 1932 den Rang eines Standartenführers.
Ab dem 15. September 1933 gehörte Kersken dem Stab des Stellvertreters des Führers an, wo er als volkspolitischer Referent fungierte. Von diesem Amt wurde er im Dezember 1935 im Zuge eines gegen ihn eingeleiteten Parteigerichtsverfahrens beurlaubt. Hintergrund war seine Kritik an dem Bürobetrieb beim Stab des StdF. Danach kehrte er zur SA zurück und wurde später Offizier der Wehrmacht bei der Flak.
Am 12. November 1933 wurde Kersken Mitglied des nationalsozialistischen Reichstags, dem er bis zum März 1936 als Vertreter des Wahlkreises 7 (Breslau) angehörte.